# 宋松禮
宋松禮（：／ Song Song-Rye；1207年—1289年2月18日）是高麗王朝時期的軍事及政治人物，曾協助高麗元宗消滅武人政權。
宋松禮在史書首次出現於1270年，當時武人政權掌權者林惟茂拒絕執行遷都，於是元宗以當時是近衛軍的宋松禮及洪文系等人，煽動三別抄軍發動政變，殺死林惟茂、崔宗紹等人，並將林惟茂親屬執送元大都。後來在同年農曆八月，元宗派遣世子王諶（後來的忠烈王）到蒙古上奏裴仲孫叛國時也派他及中丞洪文系同行。
元宗十三年（1272年）元宗為恭賀蒙古建立國號大元，便以任樞密院副使的他與齊安侯王淑出使元大都，同年他亦被任命為忠清道指揮使。
忠烈王十五年（1289年），以中贊致仕，同年正月庚子（2月18日）去世。諡貞烈。